# Sistema dièdric directe
El sistema dièdric directe és una variant del sistema dièdric tradicional. La característica essencial d'aquesta variant és que els plans de projecció no estan definits en una posició concreta de l'espai. Això fa que no es puguin fer amidaments respecte d'aquests plans de projecció. Els amidaments són sempre relatius entre els elements que hi són projectats. Una altra característica d'aquesta variant és que desapareix la línia de terra tal com es coneix en el sistema tradicional.

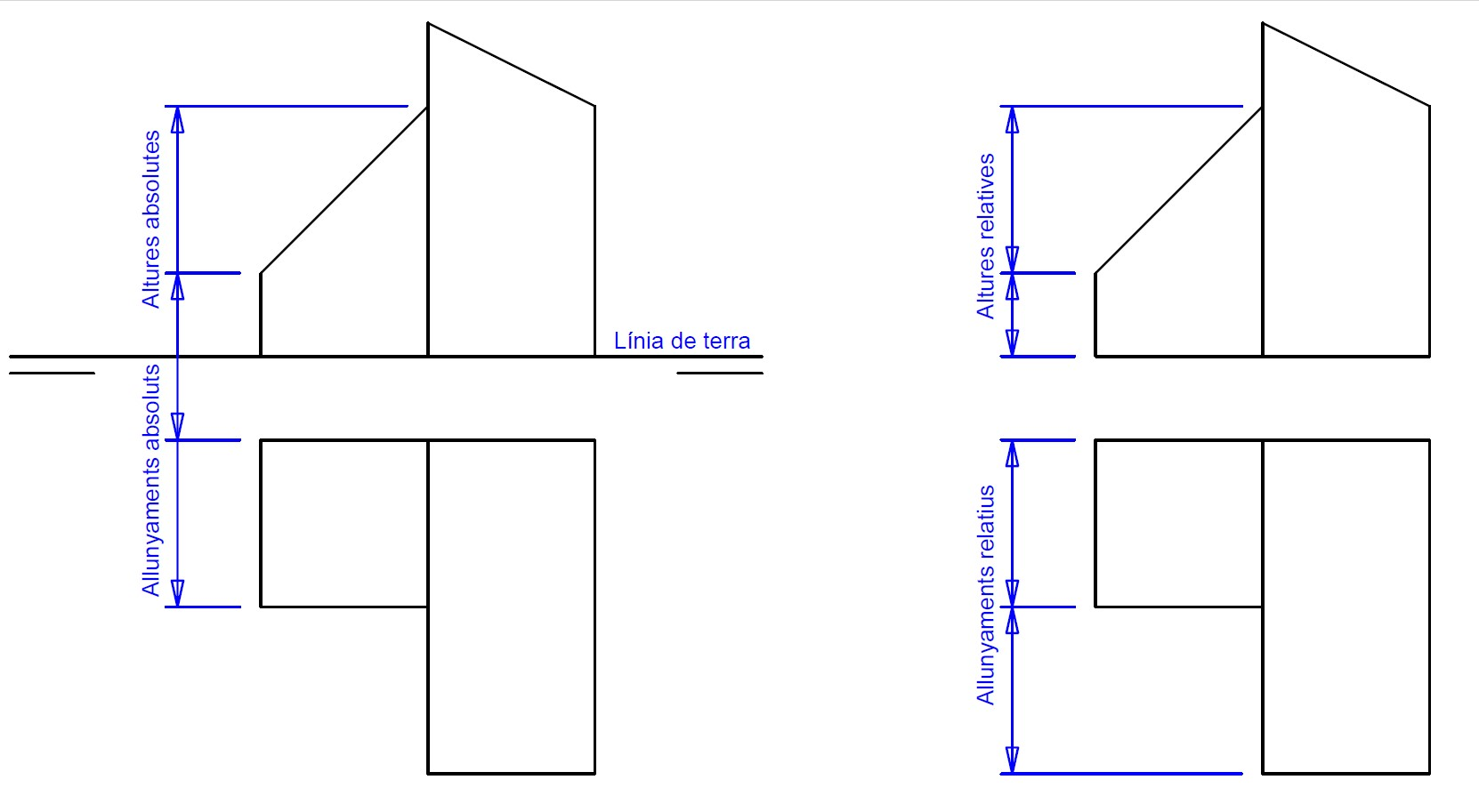
Comparació entre el sistema dièdric tradicional i el directe